# Nuuk
Nuuk ([nuːk] ⓘ; nach alter Rechtschreibung Nûk; dänisch Godthåb [ˈg̊ʌd̥hɔˀb̥]) ist die Hauptstadt und zugleich mit rund 20.000 Einwohnern die mit Abstand größte Stadt Grönlands. Mehr als ein Drittel der Bevölkerung Grönlands lebt in Nuuk. Sie bildet das kulturelle Zentrum des Landes und wächst stark mit den Urbanisierungstendenzen des zum Königreich Dänemark gehörenden arktischen Landes. Nuuk ist auch der Hauptort der Kommune Kommuneqarfik Sermersooq und der ehemaligen Gemeinde Nuuk.

## Geografie

### Lage

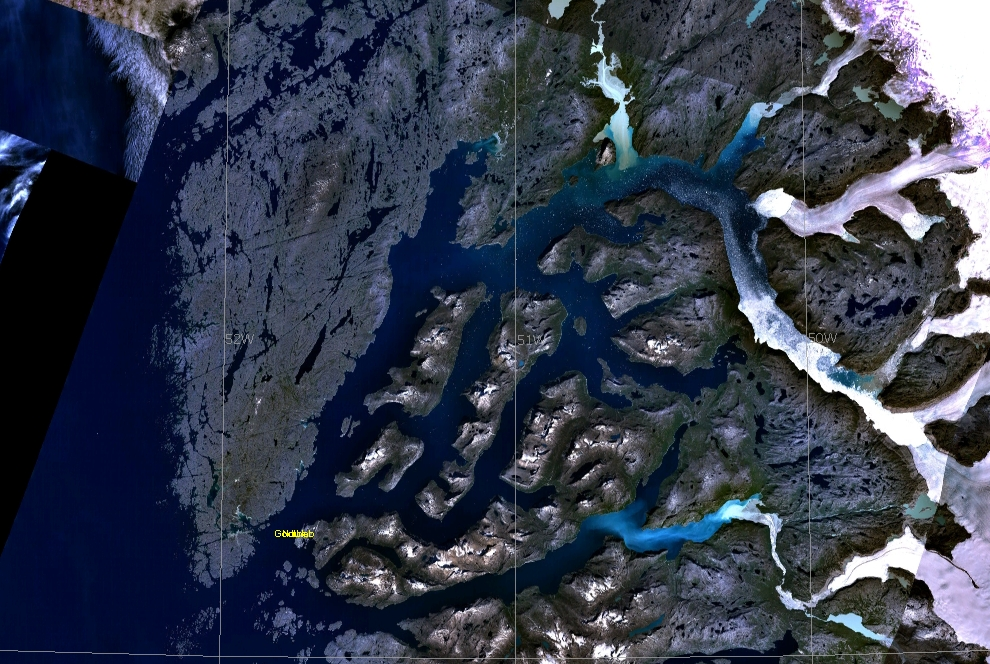
Das Fjordsystem um Nuuk

Nuuk liegt an der Westspitze einer etwa 75 km langen Halbinsel, die im Norden vom Uummannap Sullua begrenzt wird und im Süden vom Fjord Ameralik. Südlich von Nuuk wird diese Halbinsel vom Fjord Kangerluarsunnguaq (Kobbefjord) geteilt. Vor der Westküste Nuuks verläuft der Nuup Kangerlua (Godthåbsfjord), einer der längsten und breitesten Fjorde Grönlands sowie Hauptarm eines der größten Fjordsysteme des Landes. Das Stadtgebiet wächst um die Bucht Qinngorput (Malenebugt) herum. Südlich dieser liegen eine Vielzahl größerer Inseln, von denen die größten Aqissersiorfik (Rypeø) und Angisunnguaq sind. Der nächste bewohnte Ort von Nuuk aus, Kapisillit, ist ca. 75 km entfernt im landesinneren Teil des Fjordsystems zu finden.

### Klima
Nuuk ist von maritim-subpolarem Tundrenklima geprägt. Die Jahresmitteltemperatur liegt knapp unter dem Gefrierpunkt. Seit Beginn des 20. Jahrhunderts schwanken die Jahresmitteltemperaturen (mit Ausnahme des Jahres 2010) zwischen −4 °C und 1 °C. Die Monatsmitteltemperatur variiert während des Jahres um weniger als 20 °C, mit dem kältesten Monat im März und dem wärmsten im Juli. Die Niederschläge sind ganzjährig verteilt, wobei die regenreichsten Monate im Sommer und Herbst liegen. Insgesamt ist etwa jeder dritte Tag in Grönland ein Regentag. Nuuk liegt weniger als 300 km südlich des Nördlichen Polarkreises, was sich wegen der Polartage und -nächte auf die Sonnenscheindauer auswirkt.
|                       | Jan   | Feb   | Mär   | Apr  | Mai  | Jun | Jul  | Aug | Sep | Okt  | Nov  | Dez  |   |      |
| Mittl. Tagesmax. (°C) | −4,4  | −4,5  | −4,8  | −0,8 | 3,5  | 7,7 | 10,6 | 9,9 | 6,3 | 1,7  | −1,0 | −3,3 | ⌀ | 1,8  |
| Mittl. Tagesmin. (°C) | −10,1 | −10,6 | −10,6 | −6,1 | −1,5 | 1,3 | 3,8  | 3,8 | 1,6 | −2,5 | −5,8 | −8,7 | ⌀ | −3,7 |
|                       |       |       |       |      |      |     |      |     |     |      |      |      |   |      |
| Niederschlag (mm)     | 39    | 47    | 50    | 46   | 55   | 62  | 82   | 89  | 88  | 70   | 74   | 54   | Σ | 756  |
|                       |       |       |       |      |      |     |      |     |     |      |      |      |   |      |
| Sonnenstunden (h/d)   | 0,5   | 2,3   | 4,8   | 6,0  | 6,1  | 6,8 | 6,3  | 5,3 | 4,7 | 2,6  | 1,0  | 0,2  | ⌀ | 3,9  |
|                       |       |       |       |      |      |     |      |     |     |      |      |      |   |      |
| Regentage (d)         | 9     | 9     | 10    | 9    | 9    | 8   | 10   | 9   | 12  | 10   | 11   | 10   | Σ | 116  |
|                       |       |       |       |      |      |     |      |     |     |      |      |      |   |      |
| Wassertemperatur (°C) | −1    | −1    | −1    | −1   | 0    | 1   | 1    | 2   | 2   | 1    | 1    | 0    | ⌀ | 0,3  |
|                       |       |       |       |      |      |     |      |     |     |      |      |      |   |      |
| Luftfeuchtigkeit (%)  | 78    | 79    | 81    | 81   | 84   | 84  | 87   | 87  | 83  | 78   | 76   | 77   | ⌀ | 81,3 |

| −10,1 |

| −10,6 |

| −10,6 |

| −6,1 |

| −1,5 |

| 1,3 |

| 3,8 |

| 3,8 |

| 1,6 |

| −2,5 |

| −5,8 |

| −8,7 |

| −10,1 |

| −10,6 |

| −10,6 |

| −6,1 |

| −1,5 |

| 1,3 |

| 3,8 |

| 3,8 |

| 1,6 |

| −2,5 |

| −5,8 |

| −8,7 |

### Stadtgliederung

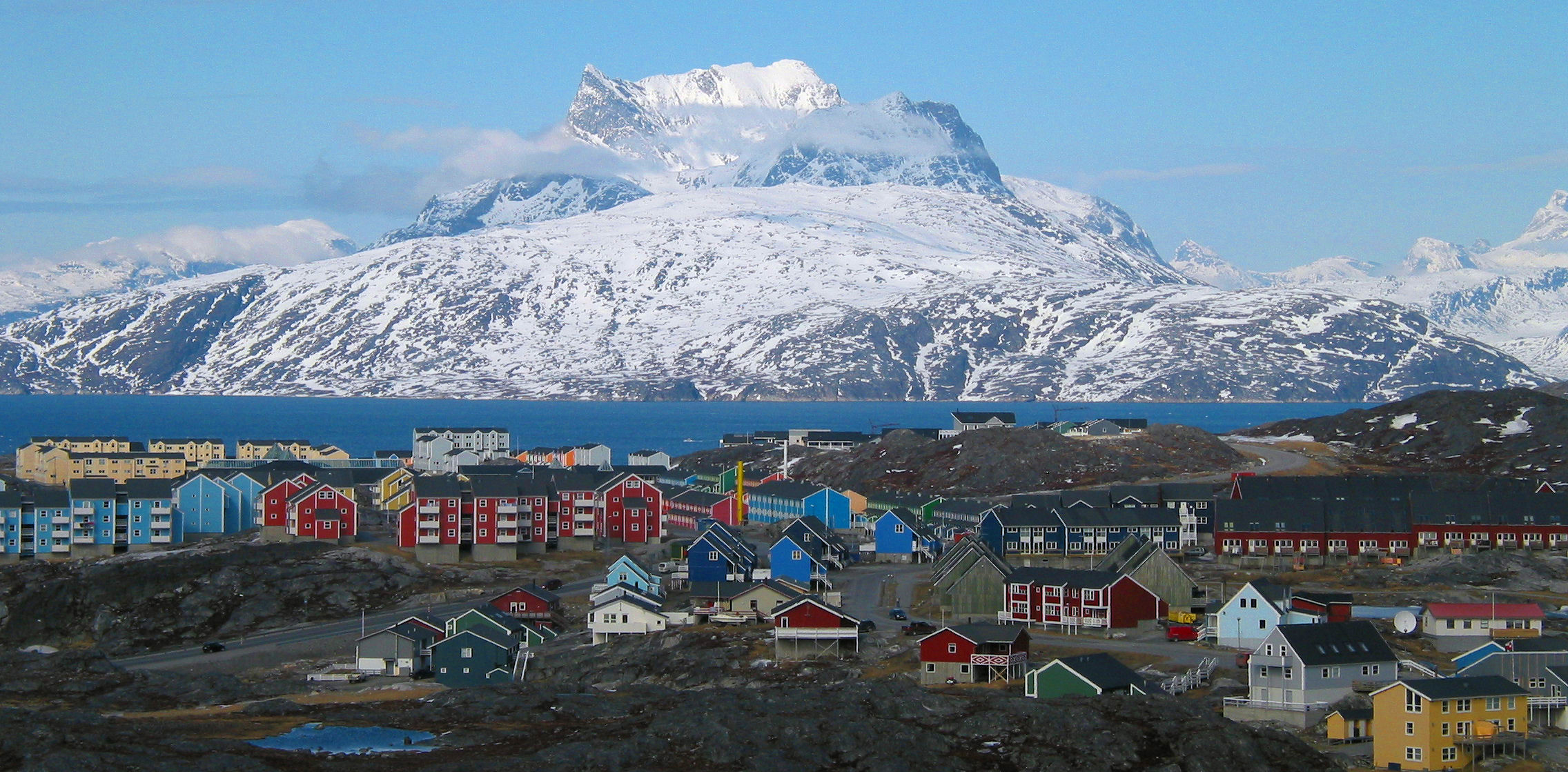
Blick auf den Norden Nuuks mit dem Sermitsiaq im Hintergrund (2007)

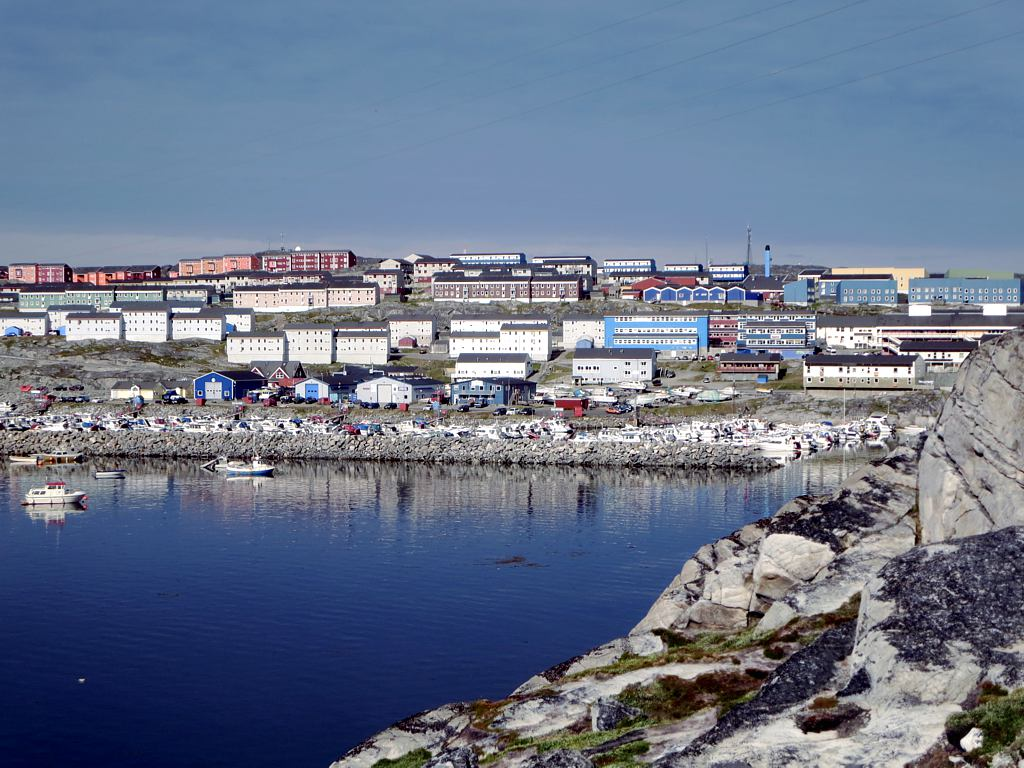
Wohnblöcke in Nuussuaq (2016)

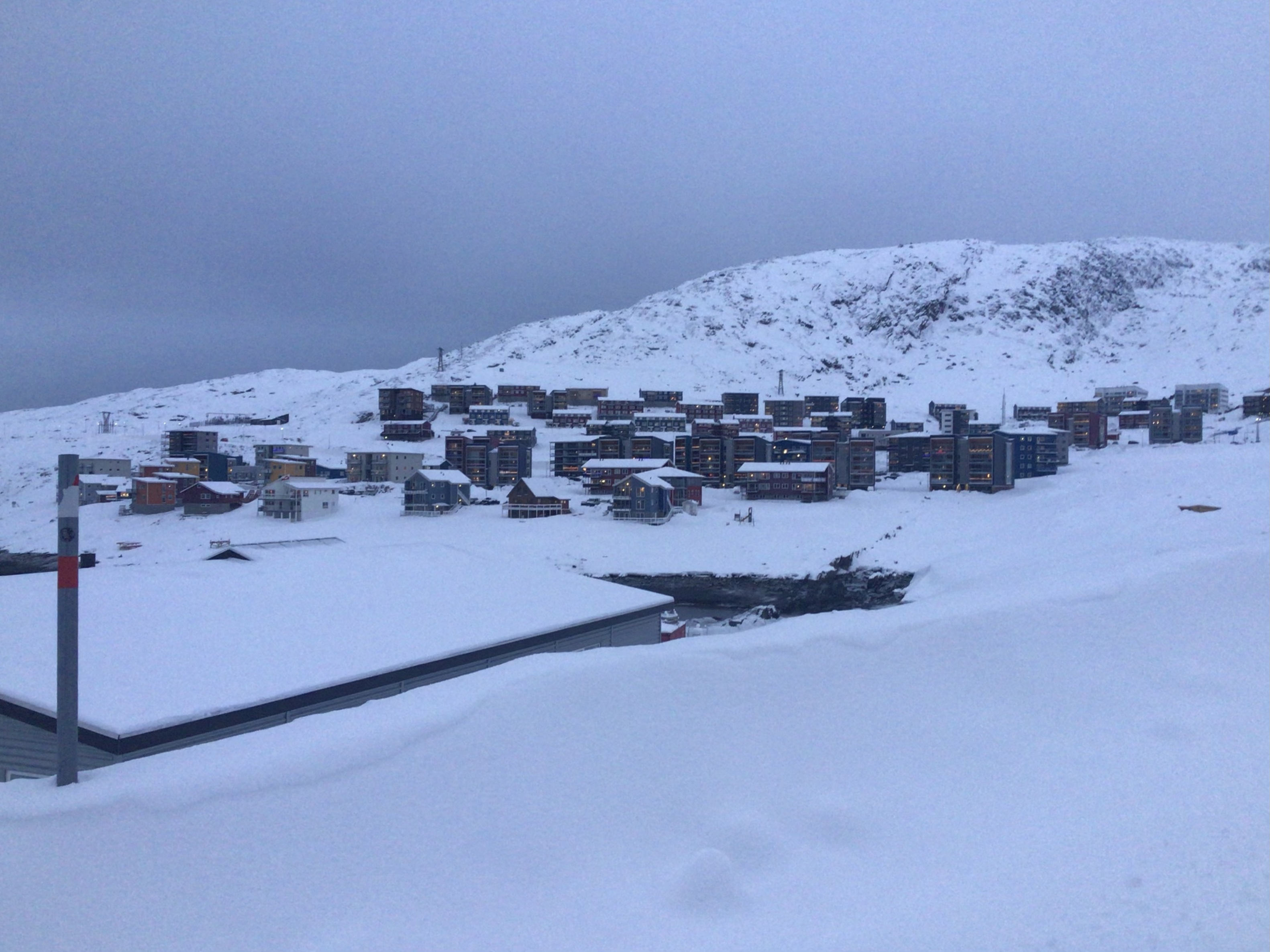
Verschneite Wohnhäuser im Nordteil von Qinngorput (2021)

Nuuk ist die einzige Stadt Grönlands, die in Stadtteile unterteilt wird. Dies sind Nuuk im engeren Sinne als Stadtzentrum, Nuussuaq, Quassussuup Tungaa und Qinngorput.
Das eigentliche Nuuk, das sich um den historischen Kern herum gebildet hat, liegt auf dem Gebiet westlich der Straße 400-rtalik und südlich des Sees Qallussuaq. Es hat eine Fläche von ca. 3 km² und beherbergt knapp die Hälfte der Stadtbevölkerung. Hier befinden sich ein Großteil der öffentlichen und vor allem historischen Gebäude der Stadt sowie der Passagierhafen Nuuks.
Nuussuaq („Großes Kap“) ist der ca. 1,75 km² große Stadtteil, der auf der östlichen Seite der 400-rtalik an das Stadtzentrum anschließt und damit auch östlich der Bucht Umiarsualivik liegt, in der der Passagierhafen liegt. Zum Stadtteilgebiet gehören mehrere Inseln, die Umiarsualiviup Qeqertai (kurz Qeqertat / dänisch Admiralitetsholmene), die künstlich mit dem Festland verbunden wurden und den Containerhafen bilden. In der Meerenge Iggiaa zwischen den Qeqertat und dem Festland liegt der Bootshafen der Stadt, der aus 21 Stegen besteht.
Quassussuup Tungaa („Richtung des großen Bergrückens“) ist der Name des nördlich von Nuuk und Nuussuaq gelegenen Stadtteils. Er hat eine Fläche von ca. 5 km², von denen jedoch nur gut die Hälfte bebaut ist. Er ist in mehrere Viertel unterteilt. Der westliche Teil Qernertunnguit („Die kleinen Schwarzen“) und mittlere Teil Kangillinnguit („Die kleinen Östlichen“) bestehen größtenteils aus Wohnhäusern. Östlich davon liegt an der Straße Siaqqinneq ein Viertel, in dem beispielsweise die Universität von Grönland liegt. Östlich davon schließt sich der Flughafen Nuuk an.
Qinngorput („Unser Fjordende“) ist der abgelegenste und jüngste Stadtteil Nuuks. Er ist ca. 1,5 km² groß und liegt auf der Ostseite der gleichnamigen Bucht. Der erst 2004 gegründete Stadtteil ist bisher erst zur Hälfte bebaut. Qinngorput hat einen weiteren kleinen Bootshafen. Dem Stadtteil wird zudem das nordöstlich des Flughafens liegende Gefängnis zugerechnet.

## Geschichte

### 18. Jahrhundert

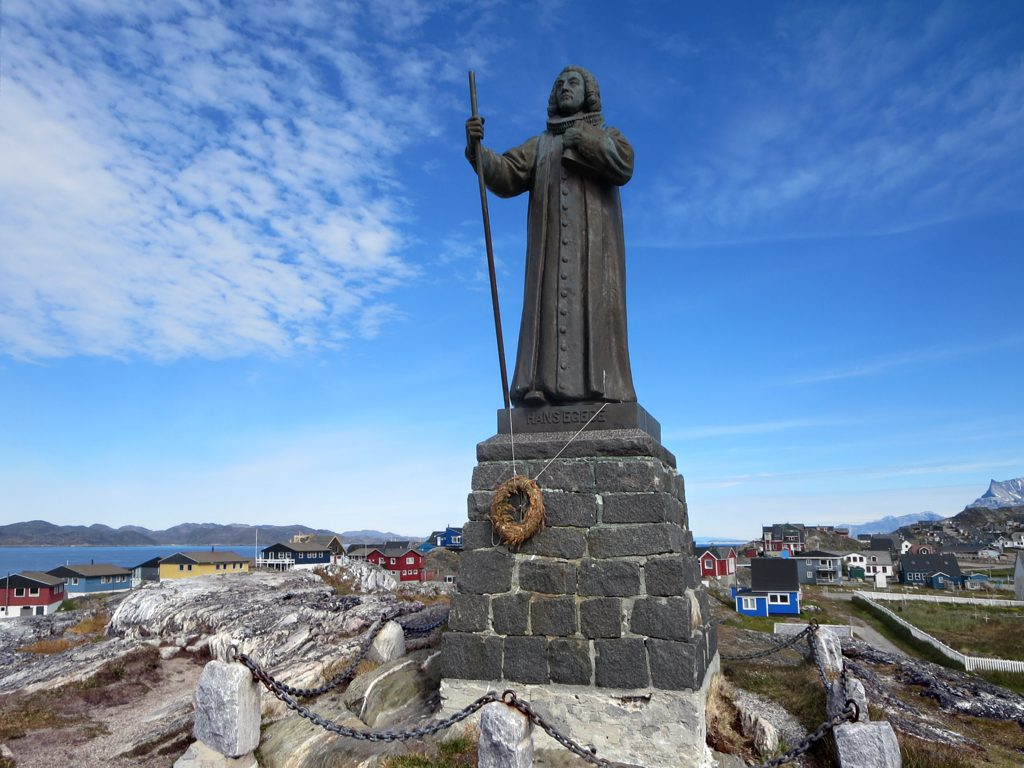
Die Statue von Hans Egede, dem Gründer von Nuuk, auf dem Berg bei der Kirche (2015)

1721 begann die Kolonialisation Grönlands durch Hans Egede, als er 17 km westlich des heutigen Nuuk die Missionsstation Håbets Ø (in damaliger Rechtschreibung Haabets Ø) gründete. Ursprünglich hatte er sich in der Gegend umgeschaut, um einen geeigneten Platz für die Missionsstation zu finden, und dabei Nuuk für geeignet befunden. Allerdings ließen ihn die Hafenverhältnisse dazu verleiten, Håbets Ø an anderer Stelle zu errichten. Dennoch kam er im Sommer 1727 nach Nuuk zurück, wo er sich noch einmal von den Vorteilen der Stelle überzeugte. Er fand hier eine große Ebene vor mit Grasflächen für Weidevieh, gute Jagdplätze für den Fang von Rentieren, Lachsen, Rotbarschen und Dorschen und darüber hinaus war der Ort bereits von Inuit bewohnt, sowohl Nuuk selbst, wo sich zwei Häuser mit zwölf Familien befanden, als auch die nähere Umgebung.
Am 2. Juli 1728 besuchten Hans Egede und Claus Paars die Stelle gemeinsam und sie beschlossen, die Kolonie hierhin zu versetzen. Einige Tage später wurden erste Gebäude in Nuuk errichtet. Am 29. August weihte Hans Egede die Kolonie unter dem Namen Godthåb (in damaliger Rechtschreibung Godthaab) offiziell ein. Am 30. September zog er von Håbets Ø nach Godthåb. In dem großen Wohnhaus lebten 30 Kolonialisten gemeinsam.

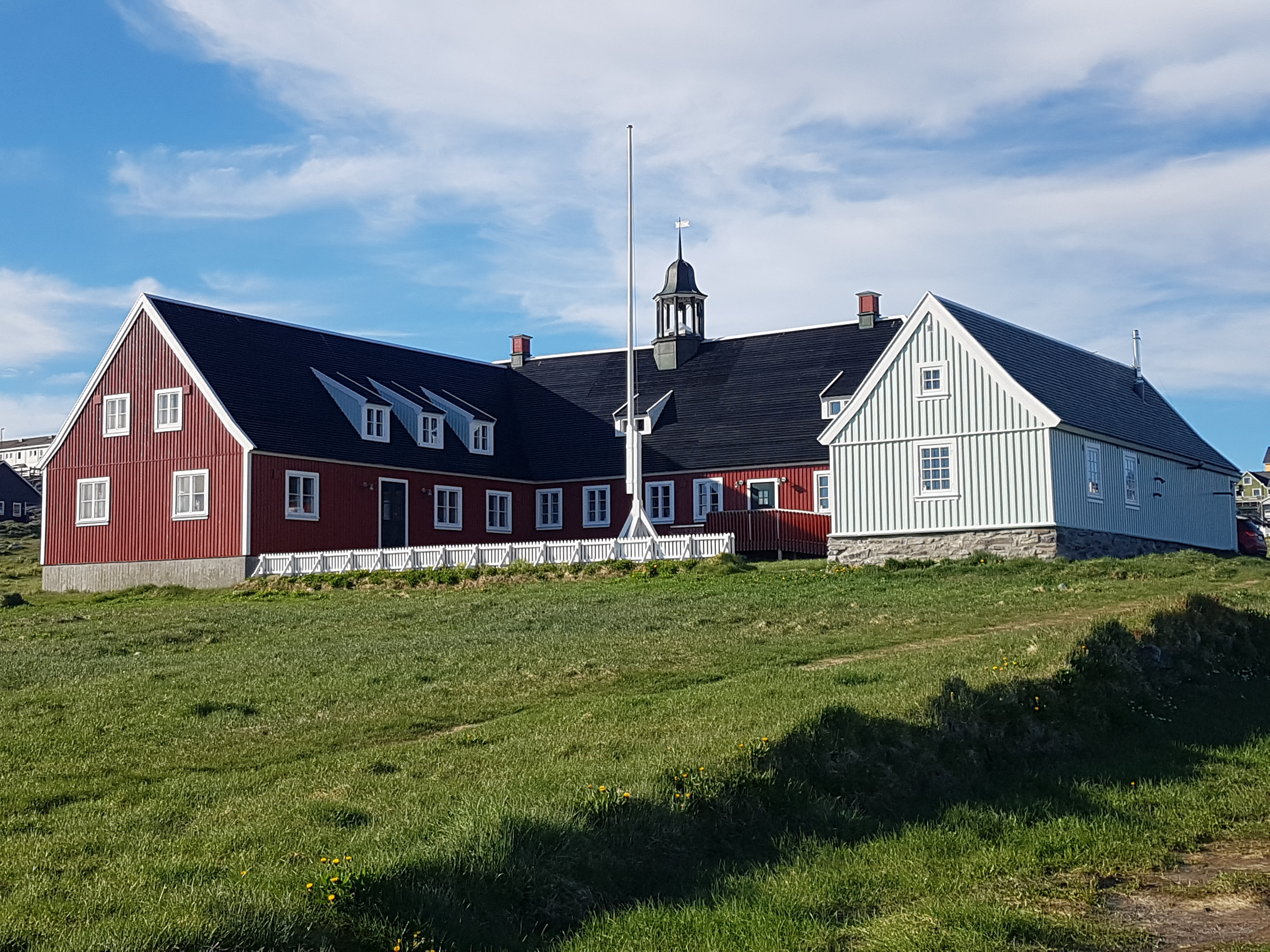
Das ehemalige Missionshaus der Herrnhuter (2022)

1731 wurde die Herrnhuter Brüdergemeine inspiriert, mit der Missionstätigkeit zu beginnen, und nach Saint Thomas im Jahr 1732 gründeten die Herrnhuter im folgenden Jahr in Grönland ihre zweite Missionsstation. Die Missionsstation Neu-Herrnhut lag am Wohnplatz Noorliit nur wenige Hundert Meter südlich von Nuuk. Anfangs war die Missionsarbeit wenig erfolgreich, geschuldet den Kommunikationsschwierigkeiten zwischen den deutschen Herrnhutern, dem Dänen Egede, der ihnen die Grönländische Sprache beibrachte, und den Grönländern selbst sowie dem Desinteresse der Kalaallit, überhaupt missioniert zu werden. Nach wenigen Wochen brach eine aus Kopenhagen eingeschleppte Pockenepidemie aus, der beinahe die gesamte Bevölkerung in der Umgebung zum Opfer fiel. Dennoch wurde die Missionierung der Grönländer in den folgenden fast 170 Jahren fortgeführt und ausgebaut.
1734 standen in Nuuk das 185 m² große heute noch bestehende Wohnhaus aus Stein mit sieben Zimmern (Kirchenraum, Kaufmannswohnung, Missionarswohnung, Katechetenwohnung, Matrosenwohnung und Lagerräume), ein 124 m² großes Fachwerkhaus, das anfangs als Wohnhaus, nun als Proviantlager, Brauerei, Bäckerei und Schmiede genutzt wurde, ein 22 m² großes Holzhaus, das als Waaghaus und Torflager diente, eine Böttcherei und ein 118 m² großes Speckhaus.
In den ersten Jahren beschädigte der Fluss immer wieder die Gebäude, die zu nahe daran gebaut waren. Deswegen forderte Egill Þórhallason in den 1760er Jahren die Verlegung der Kolonie nach beispielsweise Kangeq, wo deutlich mehr Grönländer lebten. Carl Ludwig Giesecke wollte Anfang des 19. Jahrhunderts die Kolonie auf die andere Fjordseite versetzt wissen.
1758 wurde eine 48 m² große Kirche errichtet, die 1772 renoviert wurde.
1782 wurde die Kolonie Godthaab der Sitz des Inspektors von Südgrönland, womit Nuuk ab dann zusammen mit Qeqertarsuaq, dem Sitz des nordgrönländischen Inspektors, als Hauptstadt Grönlands angesehen werden konnte.

### 19. Jahrhundert

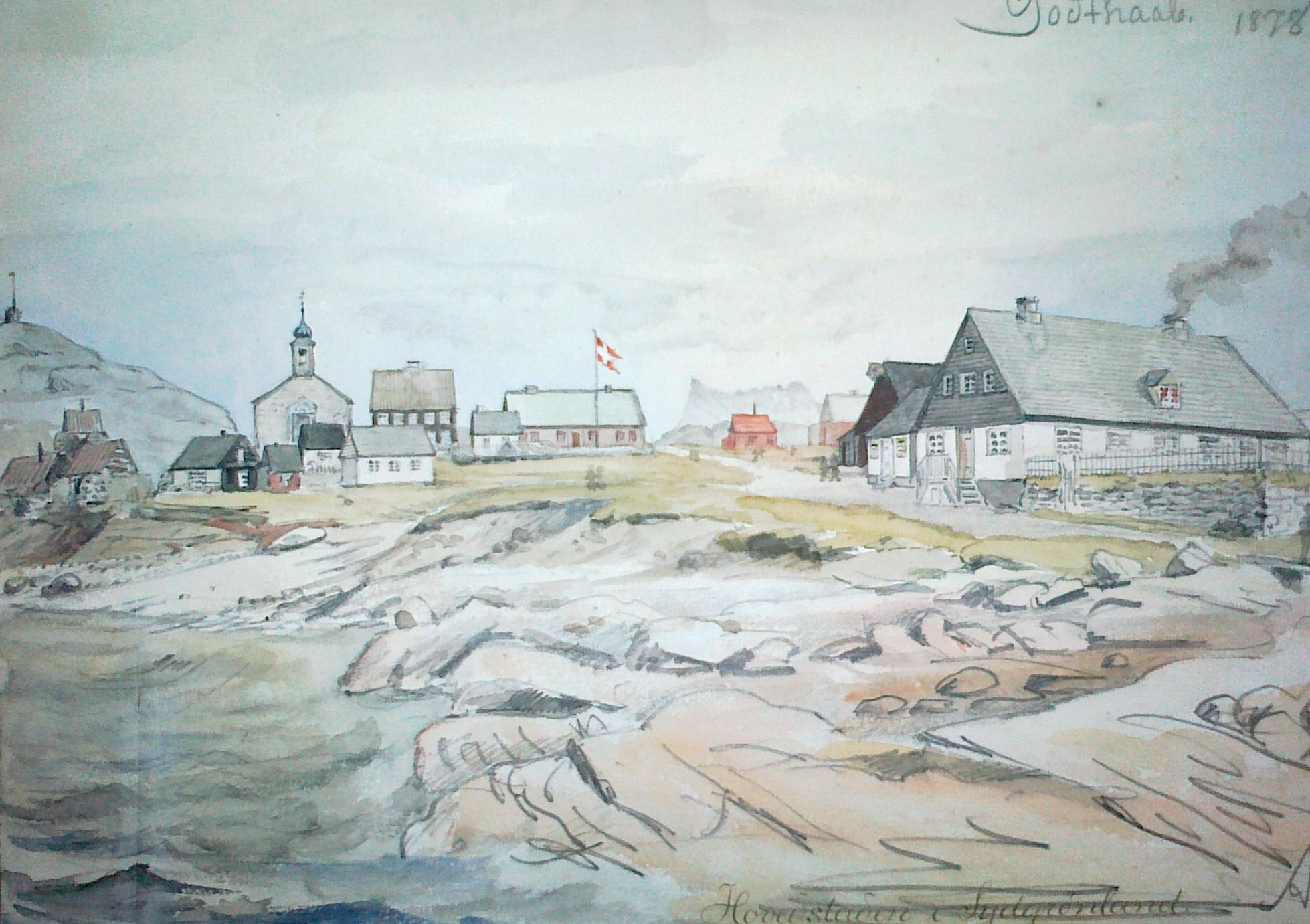
Nuuk auf einem Aquarell von Andreas Kornerup von 1878

1845 wurde beschlossen, eine neue Kirche, ein Lehrerseminar und eine neue Missionarswohnung zu errichten, da das alte Wohnhaus nur noch als Kolonialverwalterwohnung diente. Wegen der neuen Kirche (Annaassisitta Oqaluffia) wurde die alte Kirche 1850 abgerissen und das Material für eine neue Böttcherei benutzt. Für die Rolle Nuuks als Ausbildungszentrum Grönlands spielte das 1845 gegründete Grønlands Seminarium eine wesentliche Rolle. 1856 wurde ein Krankenhaus errichtet. 1861 wurde die Buchdruckerei gegründet, von der aus die Atuagagdliutit als erste grönländische Zeitung verbreitet wurde.

### Erste Hälfte des 20. Jahrhunderts

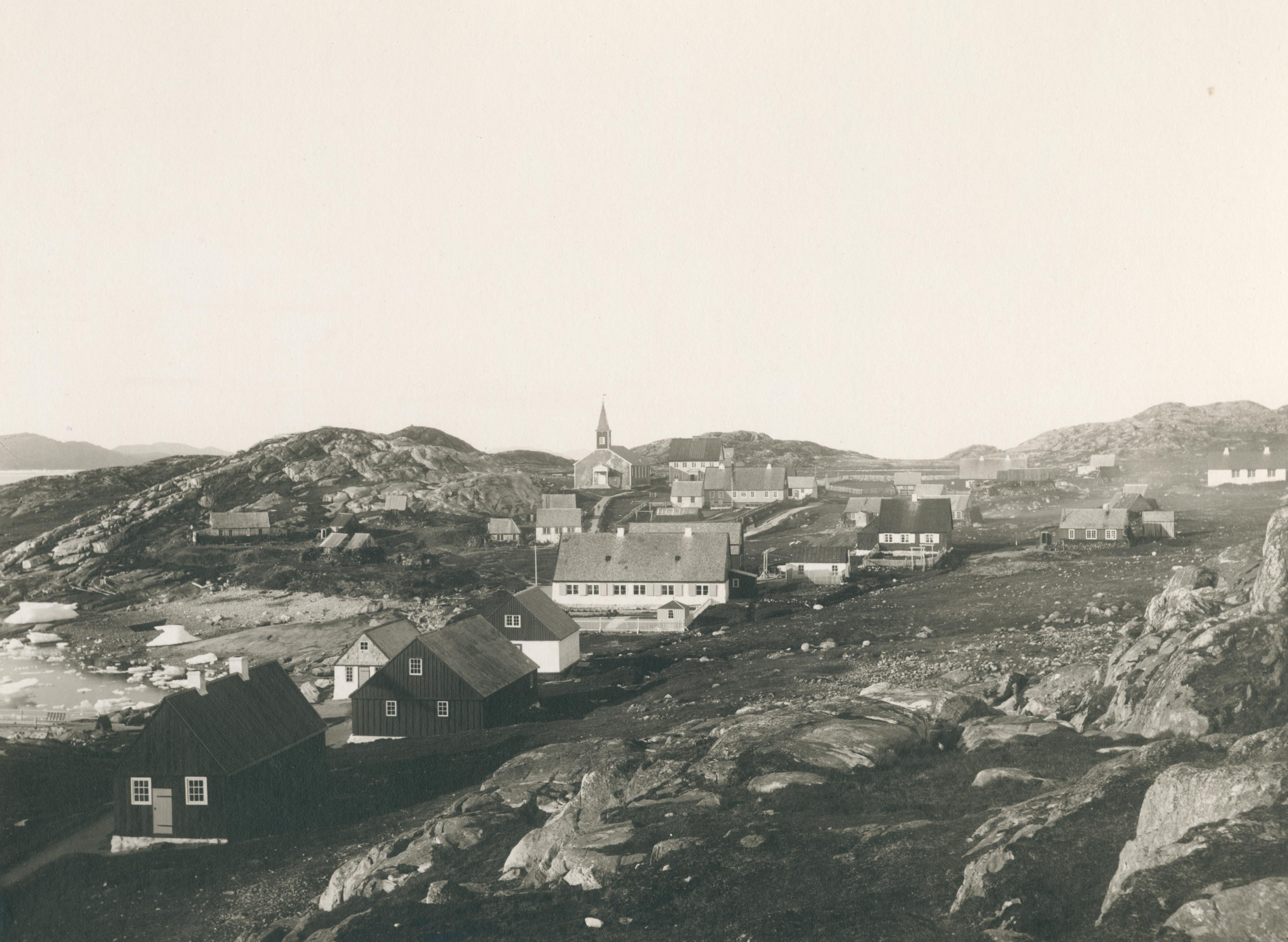
Nuuk (um 1900)

1900 verließen die Herrnhuter Grönland und die Bewohner von Neu-Herrnhut zogen bis 1914 allesamt ins nahegelegene Nuuk, das sich den früheren Wohnplatz Noorliit einverleibte.
1903 erhielt Nuuk ein neues Krankenhaus. Das heutige Hauptgebäude des Seminariums wurde 1907 errichtet und ist als eines der markantesten Gebäude der Stadt auf dem Wappen der ehemaligen Gemeinde Nuuk abgebildet.
Ab 1911 war Nuuk als Kolonieort eine eigene Gemeinde, zu der noch die Wohnplätze Ikaarissat, Saarloq und Qaarusuk gehörten. Die Gemeinde war Teil des 8. Landesratswahlkreises Südgrönlands. Nuuk war zudem auch Sitz des im selben Jahr gegründeten Landesrats von Südgrönland.
1918 lebten in Nuuk 357 Grönländer und 34 Europäer. Damit war Nuuk zu diesem Zeitpunkt der zweitgrößte Ort Grönlands nach Maniitsoq. Die Bevölkerung hatte eigentlich durchgehend europäische Vorfahren, aber die Bewohner von Noorliit, die gerade nach Nuuk gezogen waren, waren beinahe vollständig reine Inuit, da in der Herrnhutergemeine gemischte Ehen unüblich waren.
Unter den Bewohnern waren folgende Personen öffentlich angestellt: der dänische Inspektor, zwei Buchdrucker, ein Fotograf, ein Buchdruckerhelfer, ein Schreiber für den Inspektor, der dänische Kolonialverwalter, der dänische Arzt, ein dänischer Volontär, eine dänische Krankenschwester, ein Vorsteher, ein Bootsführer, fünf Zimmermänner, vier Böttcher, zwei Schmiede und Büchsenmacher, ein Koch, ein Bäcker, ein Kolonist, zwei Lehrlinge, eine Hebamme, der dänische Seminariumsleiter, der dänische Pastor, ein dänischer Seminariumslehrer, zwei Oberkatecheten, ein Organist, zwei Buchdrucker in Kirchendiensten und 39 Seminariumsschüler. Unter den Grönländern waren 21 Jäger und zwei Fischer. Die Bevölkerung lebte hauptsächlich von der Jagd auf Seehunde und Belugas. Auffällig ist die geringe Zahl an Jägern im Vergleich zur Bevölkerungszahl, die damit zu tun hatte, dass schon damals viele Väter ihre Söhne nicht mehr in der Jagd unterrichteten, weil es einfacher war, sich beispielsweise als Kiffaq (Helfer) den Lebensunterhalt zu verdienen.

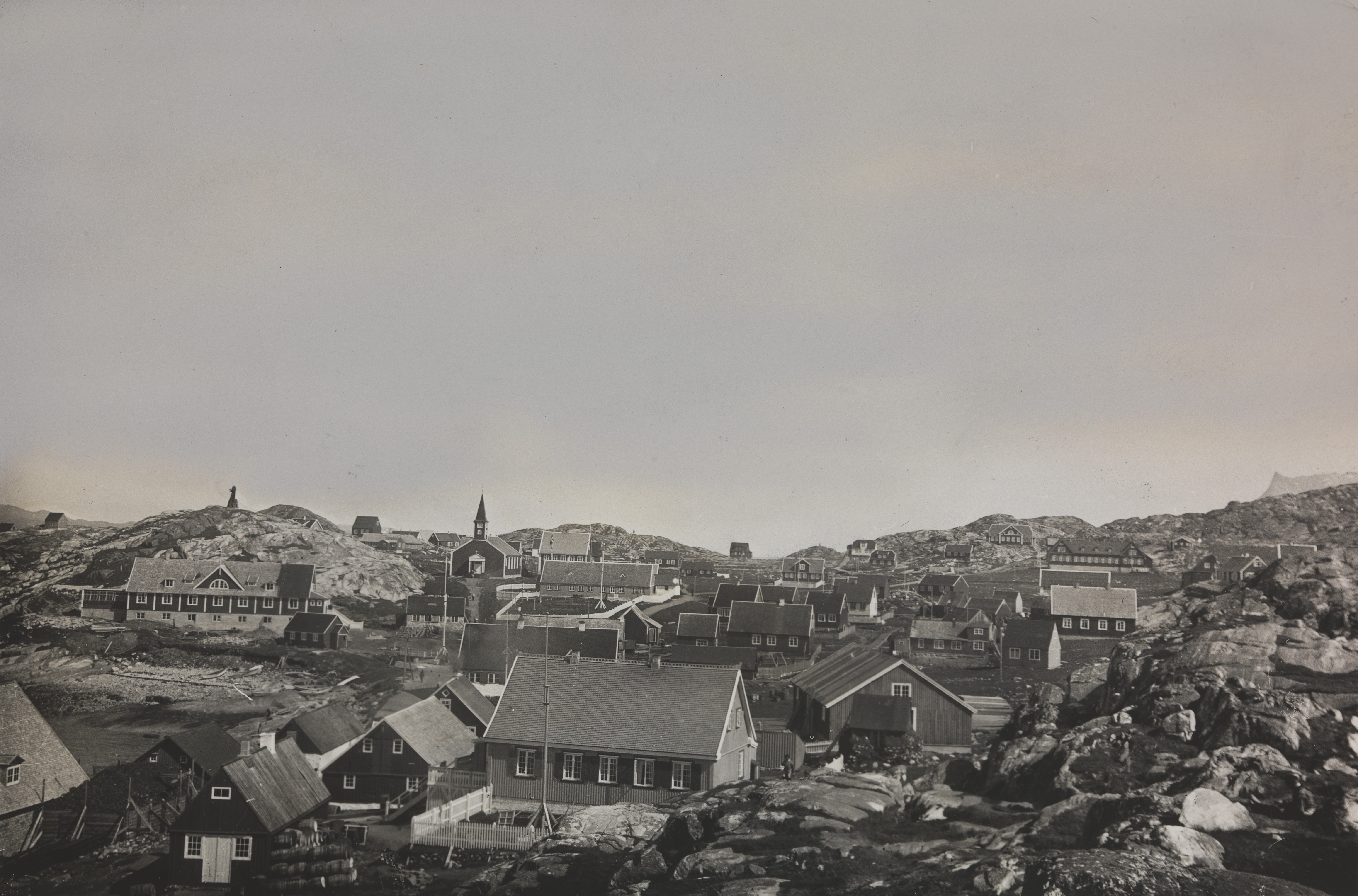
Nuuk (um 1933)

Die Bevölkerung lebte in 47 grönländischen Wohnhäusern. 1918 gab es folgende öffentlichen Gebäude in Nuuk: die 1831 errichtete Wohnung des Inspektors, zu der auch ein Archiv, ein Ziegenstall und ein Kohlenschuppen gehörten, das Landesarchiv, das 1856 als Krankenhaus errichtet wurde, die Buchdruckerei von 1894, die Kolonialverwalterwohnung von 1728, in der sich auch eine Assistentenwohnung befand, eine weitere Assistentenwohnung von 1906, die zu diesem Zeitpunkt aber vom Arzt bewohnt war, weil die Arztwohnung abgebrannt war, noch eine Assistentenwohnung von 1833, die aus den Materialien der ersten Inspektorenwohnung gebaut war, eine Trankocherei von 1850, ein Speckhaus von 1888, ein Bootshaus von 1839, eine Böttcherei von 1887, eine Brauerei mit Schmiede von 1848, ein Proviantlager mit Laden von 1850, ein Fischhaus von 1913, ein Kohlenhaus von 1882, ein Materialhaus, das zuvor die Böttcherei aus den Materialien der ersten Kirche beherbergte, eine Zimmererwerkstatt mit Backstube von 1892, ein Krankenhaus von 1903, ein Provianthaus von 1872, ein Kohlenhaus von 1902, mehrere Kohlenschuppen, Ziegenställe, Petroleums- und Pulverhäuser, das Missionshaus von Neu-Herrnhut, die Kirche von 1849, die Pastorenwohnung von 1847 mit Ziegenstall und Schuppen, die Schule von 1862, das Seminarium mit dem Gymnastiksaal, vier Internatshäusern und einer Organistenwohnung.
1922 wurde auf dem Berg neben der Kirche eine über der Stadt thronende Statue von Hans Egede aufgestellt. 1930 erhielt Nuuk erneut ein neues Krankenhaus.

### Zweite Hälfte des 20. Jahrhunderts
1950 wurde Grönland dekolonialisiert und Nord- und Südgrönland vereinigt. Damit ging einher, dass Nuuk zum Sitz des gesamtgrönländischen Landesrats wurde. Damit wurde die Stadt de facto alleinige Hauptstadt Grönlands, die mittlerweile auch die größte Stadt des Landes war. Ab 1950 war Nuuk Hauptort der Gemeinde Nuuk.
1949 wurde in Nuuk ein Kraftwerk errichtet, womit die Stadt Strom erhielt und von 1951 bis 1954 wurde ein Wasserwerk gebaut. 1950 wurde eine Feuerwehrstation errichtet. 1953/54 wurde das Dronning Ingrids Hospital gebaut, das heute das größte Krankenhaus des Landes ist. 1957 erhielt die Stadt ein Schwimmbad. 1958 wurde ein Radiogebäude in Nuuk errichtet, womit die Geschichte von Kalaallit Nunaata Radioa begann. 1963 wurde die Fischfabrik eröffnet und 1966 die erste Bank des Landes. In den 1950er und 1960er Jahren wurde auch der Hafen gebaut. 1964 wurde zudem ein Heliport errichtet, um die Stadt an den Luftverkehr anzuschließen. 1967 wurde ein neues Kraftwerk gebaut. 1969 wurde in Nuuk Grönlands erste Sporthalle eröffnet und zudem eine neue Feuerwehrstation gebaut.
Seit Einführung der Hjemmestyre im Jahr 1979 ist Nuuk Sitz des grönländischen Parlaments und der Regierung. Bei der Verwaltungsreform 2009 wurde Nuuk Hauptort der neuen Kommuneqarfik Sermersooq.

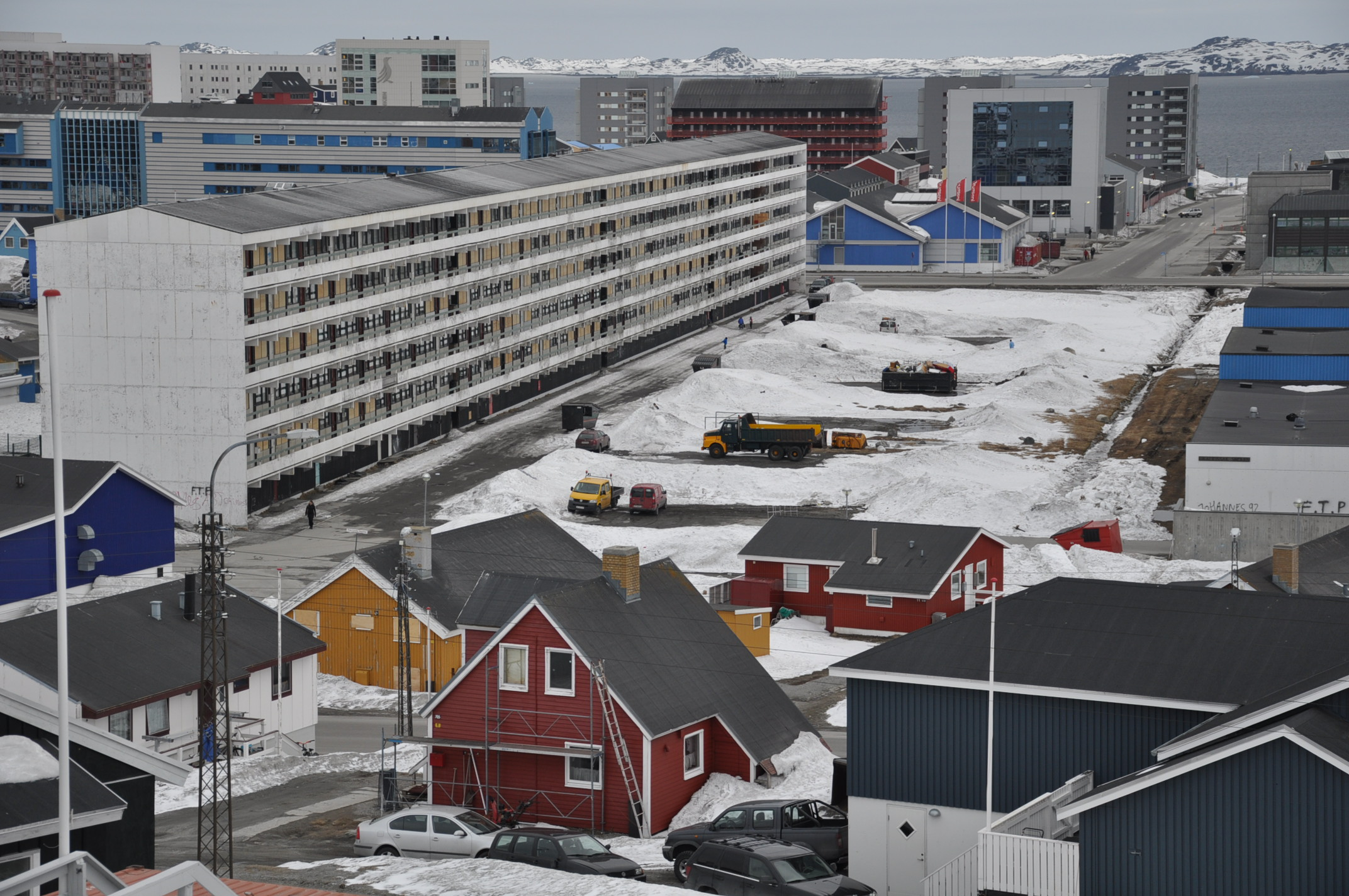
Moderne Wohnblockarchitektur in Nuuk (2011), links der bald darauf abgerissene Blok P

In der Mitte des 20. Jahrhunderts wurden immer mehr kleine Siedlungen aufgegeben und einher ging das Wachstum der Städte, vor allem von Nuuk. Um der stark wachsenden Bevölkerung Platz zu bieten, wurden in Nuuk in den 1960er und 1970er Jahren große Wohnblöcke errichtet, von denen der größte, der 2013 abgerissene Blok P, etwa ein Prozent der gesamten Landesbevölkerung beherbergte. Anfang der 1960er Jahre lebten noch etwa 3000 Menschen in Nuuk, während es zehn Jahre später 8000 waren, heute sind es 18.000. Ab Ende der 1970er Jahre wurden die ersten Vorstädte Nuuks errichtet, angefangen mit Nuussuaq. Die großen Wohnblöcke stehen in scharfem Kontrast zu den typischen bunten grönländischen Einfamilienhäusern kleinerer Orte und bedeuten auch einen radikalen Bruch mit der traditionellen dörflichen Lebensweise der Inuit, der sich in großen sozialen Problemen wie Alkoholismus äußert.

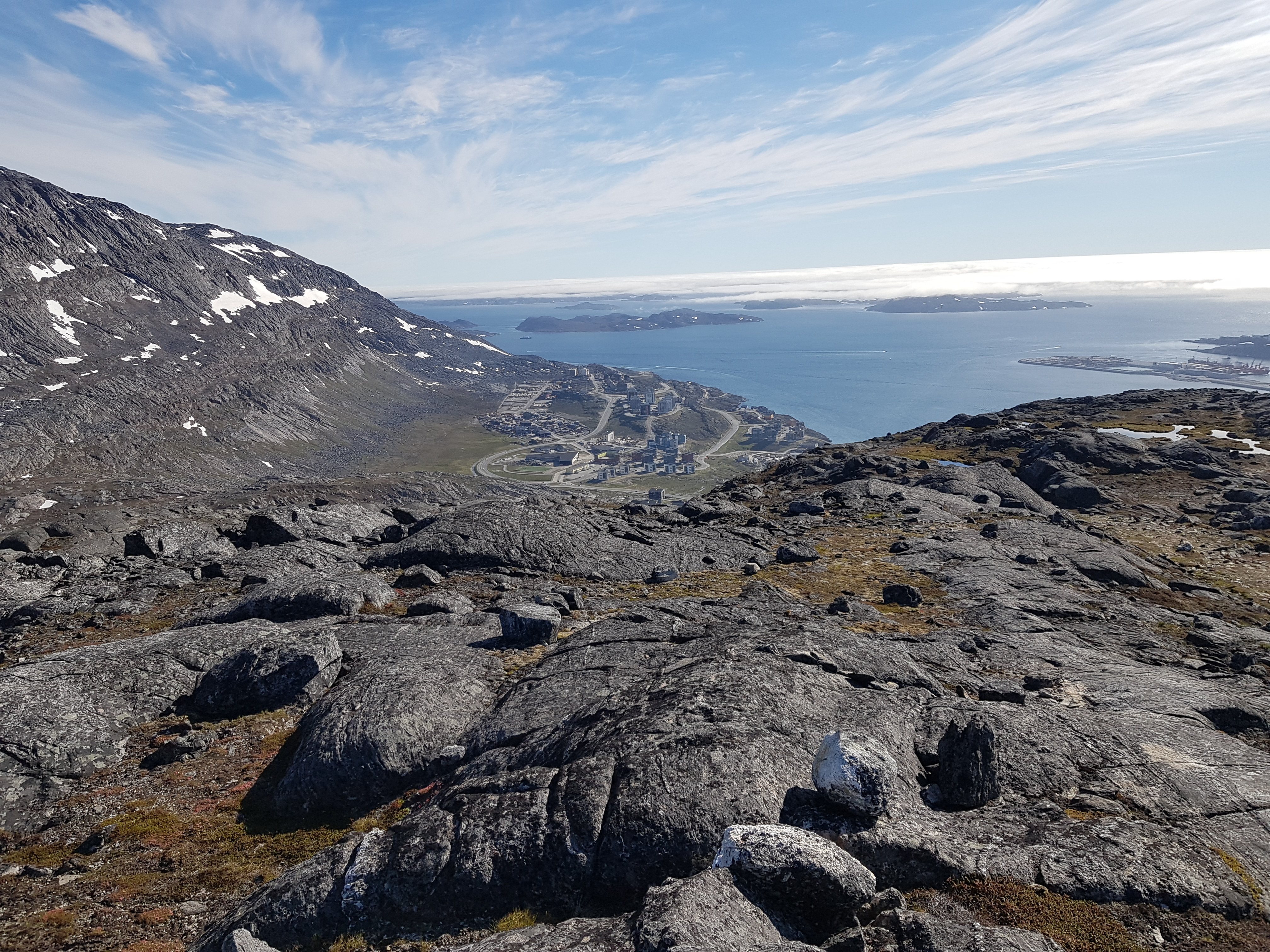
Qinngorput vom Quassussuaq aus gesehen (2022)

In den letzten 40 Jahren hat sich vor allem mit dem Bau der neuen Stadtteile die Einwohnerzahl Nuuks verdoppelt. Dabei hat Nuuk mehr Einwohner hinzubekommen (etwa neuntausend) als Grönland insgesamt (etwa siebentausend), was auf die starken Urbanisierungstendenzen zurückzuführen ist (→ siehe Demografie Grönlands#Binnenmigration). Jedes Jahr ziehen mehrere Hundert Menschen neu in die grönländische Hauptstadt. 2016 beschloss der Kommunalrat, dass Nuuk für das Jahr 2030 Platz für 30.000 Menschen bieten soll, also mehr als der Hälfte der heutigen Bevölkerung ganz Grönlands. Zu diesem Zweck wurde der Bau eines weiteren Stadtteils geplant. Nachdem man zeitweilig erwogen hatte, Nuuk auf die andere Fjordseite in die Region Akia hin auszuweiten, zwecks Wohnbebauung oder für einen Flughafenneubau – 2006 erwog man gar die Errichtung eines Tunnels unter dem Nuup Kangerlua, der mit einer Tiefe von 300 m einen Weltrekord aufgestellt hätte – wurde mittlerweile das Gebiet südlich von Qinngorput am Eingang des Kangerluarsunnguaqs in den Kommunalplan aufgenommen und soll den neuen Stadtteil Siorarsiorfik („Wo man draußen im Sand ist“) bilden. Der Stadtteil soll vom Unternehmen Nuuk City Development gebaut werden, das ursprünglich mit dem Baustart 2019 rechnete. Der Tunnel, der den neuen Stadtteil erreichbar machen soll, soll mit Stand 2021 doch erst 2027 eröffnet werden.

### Liste der Kolonialangestellten bis 1921

#### Kolonialverwalter
Folgende Personen wirkten bis 1921 als Kolonialverwalter der Kolonie Godthaab. Anfangs beziehen sich die Daten auf die Kolonie Haabets Ø.
- 1721–1724: Hartvig M. Jentoft
- 1724–1725: Johan Georg Daniel Bernhardt
- 1727–1731: Mathias Andersen Fersleff
- 1731–1732: Niels Egede
- 1732–1734: Jens Hiort
- 1734–1738: Mathias Andersen Fersleff
- 1738–1742: Jacob van der Wida Geelmuyden
- 1742–1743: Poul Jochumsen Moltzau (interim)
- 1743–1754: Poul Jochumsen Moltzau
- 1754–1767: Lars Dalager
- 1767–1781: Hans Rasmussen Storm
- 1781–1784: Jens Nicolaj Bidstrup
- 1784–1791: Caspar Eggert Thrane Alsbach
- 1791–1792: Andreas Molbech Lund (interim)
- 1792–1794: Mads Hvass Mørch
- 1794–1795: Johan Ludvig Hilcker
- 1795–1796: Nikolaj Daniel Muus
- 1796–1799: Christian Friele Kahrs
- 1799–1800: Thomas Georg Krogh
- 1800–1801: Christian Frederik Steinlein
- 1801–1805: Ulrich Sontum
- 1805–1811: Christian Alexander Platou
- 1811–1817: Gerhard Heiberg Wolff
- 1817–1819: Frederik Christian Jacobsen
- 1819–1820: Rasmus Jensen
- 1820–1821: Frederik Christian Jacobsen
- 1821–1823: Christian Alexander Platou
- 1823–1826: Holger Biilmann
- 1826–1827: Jørgen Nielsen Møller
- 1827–1829: Ove Valentin Kielsen
- 1829–1830: Edvard Emil Meyer
- 1830–1832: Ove Valentin Kielsen
- 1832–1833: Edvard Emil Meyer
- 1833:–0000 Frederik Waldemar Arntz (interim)
- 1833–1835: Ove Kielsen
- 1835–1836: Anders Christian Hammeken
- 1836–1837: Ove Kielsen
- 1837–1841: Henning Bistrup
- 1841–1842: Henning Ager (interim)
- 1842–1845: Henning Bistrup
- 1845–1846: Ove Valentin Kielsen
- 1846–1852: Frederik Waldemar Arntz
- 1852–1856: Jacob Hayen
- 1856–1857: Henning Bistrup
- 1858–1859: Hans Nicolai Christian Lassen
- 1859–1863: Emilius von Bülow
- 1863–1864: Niels Peter Svanberg (interim)
- 1864–1866: Emilius von Bülow
- 1866–1869: Albert Emil Blichfeldt Høyer
- 1869–1870: Jonathan Mathiesen
- 1870–1875: Lorentz Frederik Mathiesen
- 1875–1879: Jonathan Mathiesen
- 1879–1881: Frederik Andreas Asmus Christian Valdemar Gabriel Tryde Lassen
- 1881–1883: Conrad Poul Emil Brummerstedt
- 1883–1885: Frederik Andreas Asmus Christian Valdemar Gabriel Tryde Lassen
- 1885–1889: Laurits Hans Christian Bistrup
- 1889–1890: John Christian Gustav Baumann
- 1890–1891: Johan Carl Joensen
- 1891–1892: Conrad Poul Emil Brummerstedt
- 1892–1894: John Christian Gustav Baumann
- 1894–1899: Herjulf Carl Georg Jørgensen
- 1899:–0000 Hendrik Theodor Petersen (interim)
- 1899–1900. Niels Peter Johannes Frandsen
- 1900–1901: Hendrik Theodor Petersen
- 1901–1903: Oscar Peter Cornelius Kock
- 1903–1905: Konrad Olsen Bugge
- 1905–1907: John Christian Gustav Baumann
- 1907–1915: Konrad Olsen Bugge
- 1915–1916: Christian Simony (interim)
- ab 1916:00. Konrad Olsen Bugge

#### Missionare und Pastoren
Bis 1921 waren folgende Missionare und Pastoren in der Kolonie Godthaab tätig. Die Missionare der Kolonie Haabets Ø sind mitgenannt. Anfangs waren häufig mehrere Missionare zugleich tätig. Von 1794 bis 1795 war der Missionar der Kolonie Frederikshaab zuständig. Im Jahr danach gab es gar keinen Missionar in Südgrönland. Von 1797 bis 1807 war die Kolonie ebenfalls der Kirchengemeinde der Kolonie Frederikshaab zugeteilt. Von 1812 bis 1815 gab es erneut keinen Missionar in Südgrönland. Von 1841 bis 1845 war der Missionar der Kolonie Holsteinsborg auch für die Kolonie Godthaab tätig.
- 1721–1723: Hans Egede
- 1723–1724: Hans Egede und Albert Top
- 1724–1725: Hans Egede
- 1725–1727: Hans Egede und Albert Top
- 1727–1728: Hans Egede
- 1728–1729: Hans Egede, Ole Pedersen Lange und Henrik Balthasar Miltzau
- 1729–1730: Hans Egede und Henrik Balthasar Miltzau
- 1730–1734: Hans Egede
- 1734–1735: Hans Egede, Poul Egede und Morten Jacobsen Martinsen Ohnsorg
- 1735–1736: Hans Egede, Poul Egede, Morten Jacobsen Martinsen Ohnsorg und Anders Jespersen Bing
- 1736–1739: Morten Jacobsen Martinsen Ohnsorg Ohnsorg und Anders Jespersen Bing
- 1739–1740: Morten Jacobsen Martinsen Ohnsorg Ohnsorg und Christian Lauritzen Drachardt
- 1740–1742: Christian Lauritzen Drachardt und Arnoldus von Westen Sylow
- 1742–1751: Christian Lauritzen Drachardt
- 1752–1760: Rasmus Berthelsen Bruun
- 1760–1763: Laurits Gregersen
- 1763–1764: Laurits Gregersen und Christian Frederik Sohnell Bjørn
- 1764–1765: Christian Frederik Sohnell Bjørn
- 1765–1767: Christian Frederik Sohnell Bjørn und Egill Þórhallason
- 1767–1773: Egill Þórhallason
- 1773–1775: Egill Þórhallason und Thomas Christensen Wiborg
- 1775–1777: Thomas Christensen Wiborg und Christopher Holm
- 1777–1782: Thomas Christensen Wiborg
- 1782–1783: Thomas Christensen Wiborg und Andreas Christensen Ginge
- 1783–1792: Andreas Christensen Ginge
- 1792–1794: William Alexander Meyer
- 1796–1797: Andreas Rosenvold
- 1807–1811: Niels Giessing Wolf
- 1811–1812: Christian Frederik Fleischer
- 1815–1826: Frederik Berthelsen
- 1826–1831: Christian August Jürgensen
- 1832–1835: Jørgen Frederik Jørgensen
- 1835–1841: Joachim Melchior Holten Friboe Funch
- 1845–1853: Carl Junius Optatus Steenberg
- 1853–1857: Carl Emil Janssen
- 1857–1869: Haldor Ferdinand Jørgensen
- 1869–1870: Johannes Emil Wiborg
- 1870–1875: Nikolaj Edinger Balle
- 1875–1877: Thøger Sørensen (interim)
- 1877–1883: Nikolaj Edinger Balle
- 1883–1885: Edvard Ægidius Lützen (interim)
- 1885–1890: Nikolaj Edinger Balle
- 1890–1891: Poul Hansen Vibæk (interim)
- 1891–1897: Nikolaj Edinger Balle
- 1897–1898: Mads Rasmussen (interim)
- 1898–1900: Nikolaj Edinger Balle
- 1900–1901: Harald Vilhelm Kristensen
- 1901–1905: Christian Wilhelm Schultz-Lorentzen
- 1905–1906: Carl Ferdinand Wagner (interim)
- 1906–1907: Hother Berthel Simon Ostermann
- 1907–1908: Carl Ferdinand Wagner
- 1908–1909: Rasmus Jørgen Nielsen
- 1909–1910: Nikolaj Frederik Severin Balle
- 1910–1911: Knud Balle
- 1911–1912: Nikolaj Frederik Severin Balle
- 1912–1913: Knud Balle
- 1913–1916: Rasmus Jørgen Nielsen
- ab 1916:00. Harald Emanuel Mortensen

#### Ärzte
Seit 1839 war die Kolonie Godthaab Sitz eines Arztdistrikts. Die Chirurgen zuvor waren nicht dem organisierten Arztwesen zuzurechnen.
- 1721–1723: Johan Georg Daniel Bernhardt
- 1723–1725: Johan Georg Daniel Bernhardt und Johan Vilhelm Jordan
- 1725–1726: Frederik Henckel
- 1727–1730: Christian Keding
- 1730–1731: Christian Keding und Christopher Laugesen
- 1732–1742: Christian Keding
- 1742–1744: Christian Keding und Johan Andreas von Osten
- 1767–1768: Christoph Brasen
- 1839–1846: Friedrich Peter Æmil Bloch
- 1846–1848: Rasmus Christian Rasmussen
- 1848–1849: Johan Carl Bentzon
- 1849–1853: Rasmus Christian Rasmussen
- 1853–1859: Jacob Frederik Theodor Lindorff
- 1859–1866: Christian Friedrich Wilhelm Stender
- 1866–1880: Balduin Fernando Sørensen
- 1880–1885: Aage Rolf Ibsen
- 1885–1891: Carl Ludvig Binzer
- 1891–1901: Thomas Neergaard Krabbe
- 1902–1907: Gustav Koppel
- 1907:–0000 Søren Hansen (interim)
- 1908: Carl Martin Norman-Hansen (interim)
- 1908–1912: Carl Andersen
- 1912–1913: Peter Christen Sørensen
- 1913–1914: Carl Martin Norman-Hansen (interim)
- ab 1914:00. Stephan Vilhelm Barchalia

## Wirtschaft
Nuuk ist die wirtschaftlich am vielfältigsten gestaltete Stadt Grönlands. Während in den kleinen Dörfern die Wirtschaft von Fischfang, Jagd und Verwaltung geprägt ist, bieten sich in Nuuk zahlreiche weitere Berufsmöglichkeiten, auch ermöglicht durch die vielfältigen Bildungsmöglichkeiten. Viele grönländische Unternehmen haben ihren Sitz in Nuuk und bieten so Arbeit, ebenso wie die vielen Institutionen. Der größte Beschäftigungssektor in Nuuk ist die Verwaltung. Dennoch spielt auch der Fischfang eine Rolle in der Hauptstadt. In der Fischfabrik in Nuuk werden Dorsch, Schwarzer Heilbutt, Rotbarsch, Gestreifter Seewolf und Rogen verarbeitet. Ein Teil des Einkommens der Stadt wird auch durch den aufstrebenden Tourismus geschaffen.

## Infrastruktur

### Verkehr

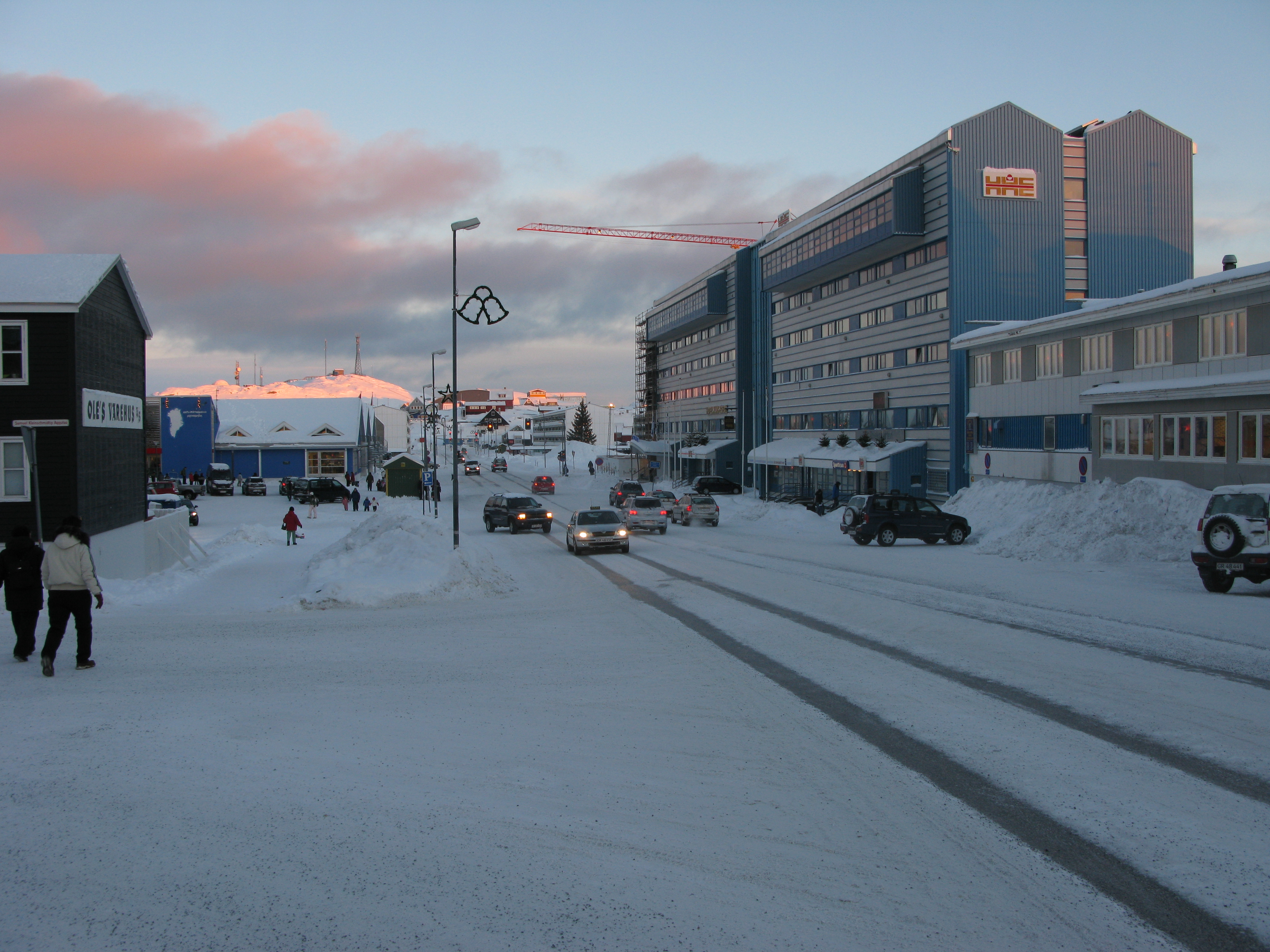
Hauptstraße Aqqusinersuaq in Nuuk mit Hotel Hans Egede rechts (2007)

Nuuk ist über den Flughafen Nuuk an das nationale und internationale Luftverkehrsnetz angeschlossen. 2018 wurde entschieden, den Flughafen zu einem internationalen Flughafen auszubauen, obwohl bei der Bevölkerung der Neubau eines Flughafens auf Angisunnguaq deutlich größeren Zuspruch gefunden hätte. Der internationale Flughafen wurde am 28. November 2024 eröffnet.
In der Stadt selbst gibt es ausgebaute Straßen, die von Nuup Bussii mit drei Busstrecken befahren werden. Die wichtigste Straße ist die Aqqusinersuaq.
Nuuk hat einen Passagierhafen, einen Containerhafen und zwei Bootshäfen. Das Meer um Nuuk ist ganzjährig eisfrei und befahrbar.

Der Hafen von Nuuk mit dem Passagierhafen im Vordergrund und dem Containerhafen dahinter (2022)

### Versorgung
Nukissiorfiit ist in Nuuk wie im Rest des Landes mit der Strom-, Wasser- und Wärmeversorgung beauftragt. Die Bewohner werden durch je vier Brugseni- und Pisiffik-Filialen und je eine Spar-, Torrak-, JYSK-, Elgiganten-, Nota-Bene-, Akiki- und inspiration-Filiale mit Gütern versorgt.
Nuuk ist Landungspunkt des Unterseekabels Greenland Connect.

## Bebauung

### Bildung
Nuuk hat fünf Folkeskoler:

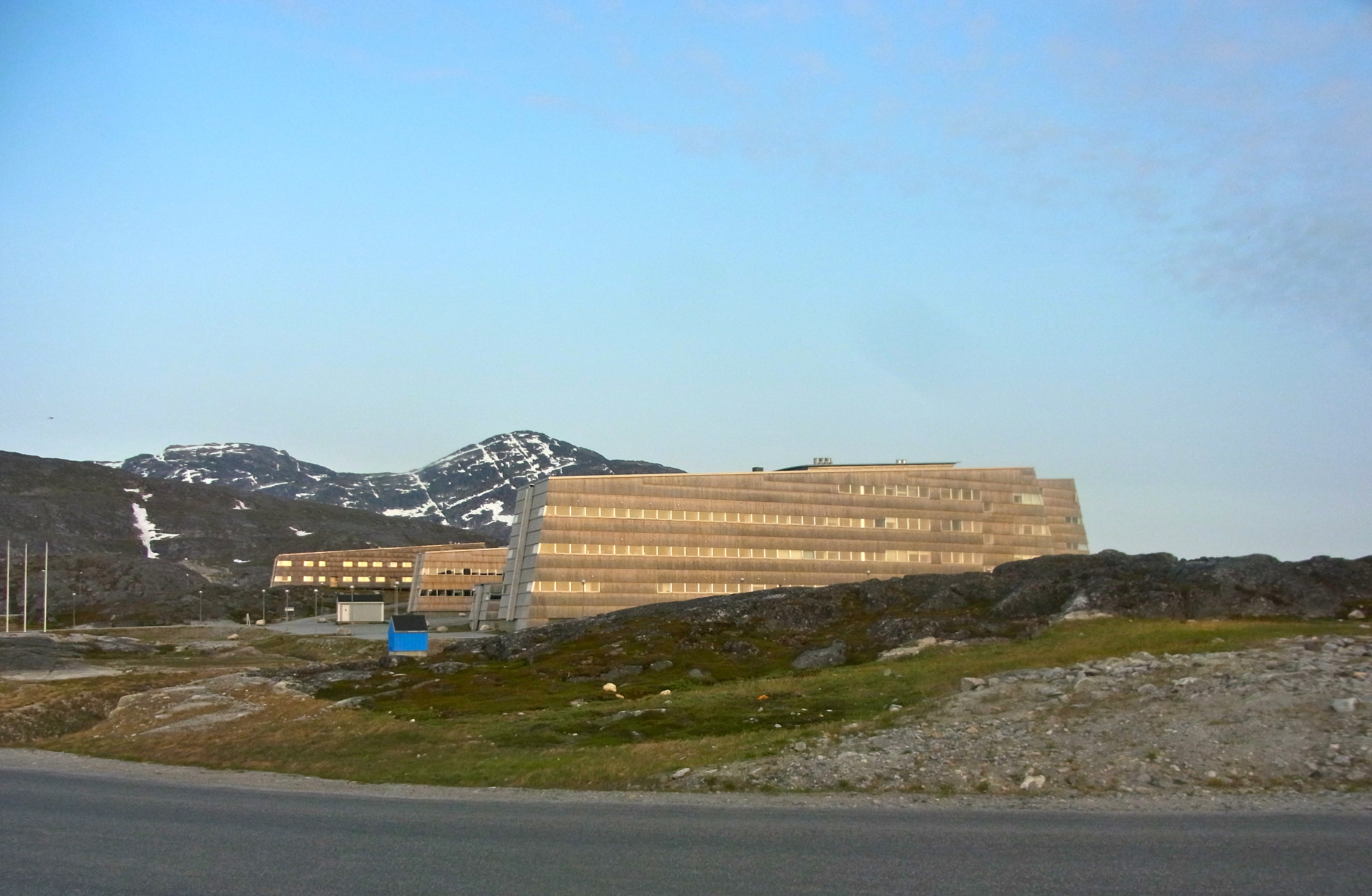
Das Ilimmarfik, Campus der Universität von Grönland (2012)

- Atuarfik Samuel Kleinschmidt (Nuuk)
- Ukaliusaq (Nuuk)
- Kangillinnguit Atuarfia (Quassussuup Tungaa)
- Nuussuup Atuarfia (Nuussuaq)
- Atuarfik Hans Lynge (Qinngorput)

Dazu kommen eine Privatschule (Nuuk Internationale Friskole), ein Standort des GUX (Midtgrønlands Gymnasium), die Niuernermik Ilinniarfik (Handelsschule), die Saviminilerinermik Ilinniarfik (Eisen- und Metallschule), eine Maschinistenschule, eine Polizeischule sowie eine Außenstelle der Seefahrtsschule in Paamiut.
In Nuuk liegt zudem die Universität von Grönland (Ilisimatusarfik), die einzige Universität des Landes, die seit 2008 das Ilimmarfik als Campus in Quassussuup Tungaa hat und zuvor im ehemaligen Neu-Herrnhut untergebracht war. Die Universitätsbibliothek ist zugleich die Nationalbibliothek Groenlandica und damit eine Unterabteilung der Landesbibliothek Nunatta Atuagaateqarfia.

### Kirchen

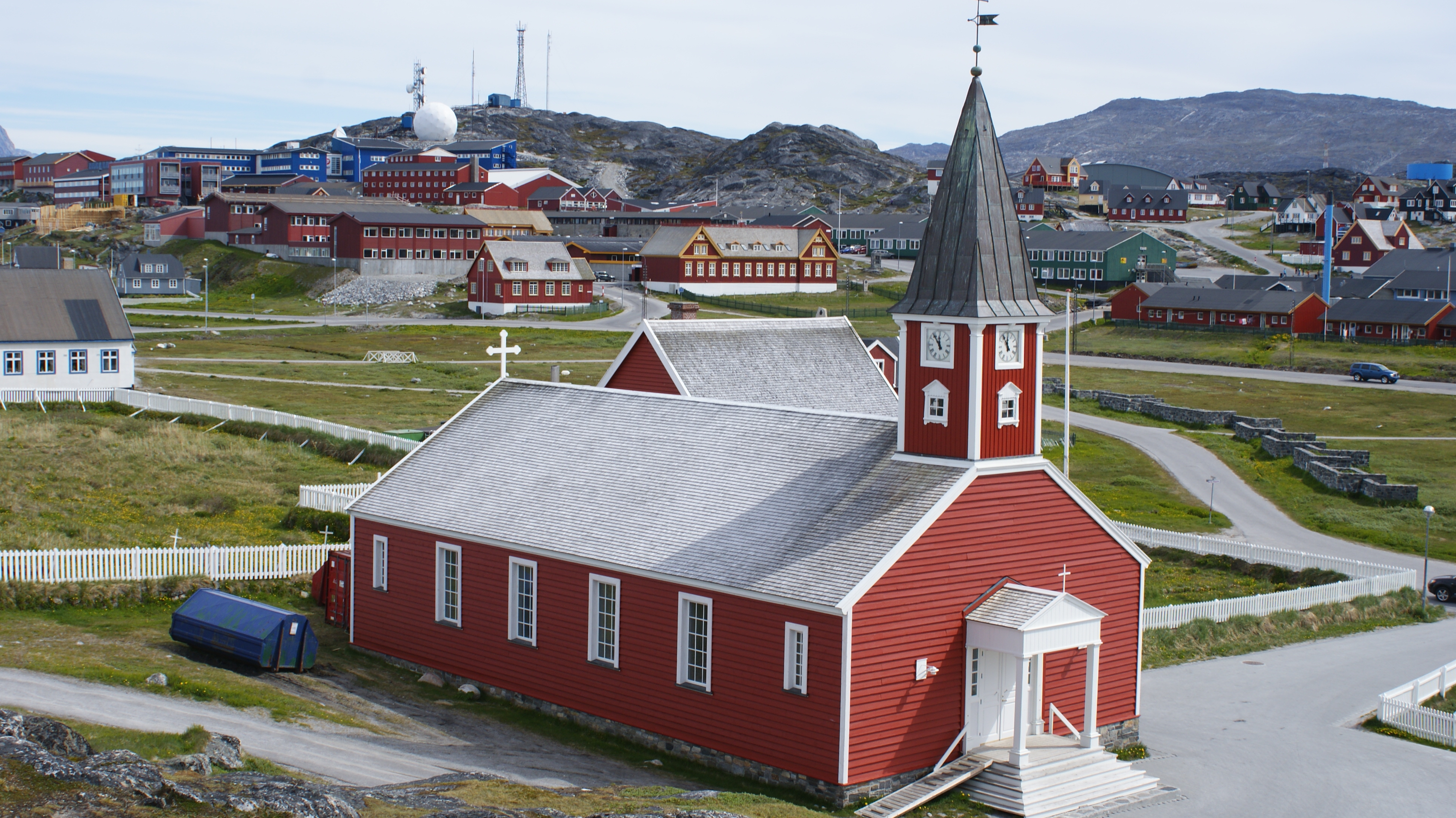
Annaassisitta Oqaluffia (Vor Frelser Kirke) (2010)

Die erste Kirche in Nuuk wurde 1758 errichtet. 1849 wurde die eine heutige evangelisch-lutherische Kirche, die Annaassisitta Oqaluffia (Vor Frelser Kirke) eingeweiht, die heute die Domkirche des Landes ist. Die andere lutherische Kirche Nuuks ist die Hans Egedep Oqaluffia (Hans Egede Kirke). In Nuuk liegt zudem die einzige römisch-katholische Kirche des Landes, die 1958 gegründete Pfarrei Krist Konge mit der 1972 auf Bestreben Finn Lynges errichteten Krist Konge Kirke (Christkönigskirche).

### Kultur und Freizeit
Grönlands Nationalmuseum (Nunatta Katersugaasivia) wurde 1966 als erstes Museum des Landes gegründet. 1991 wurde es mit dem Nationalarchiv zusammengelegt. Das Museum deckt die grönländische Geschichte seit der Besiedelung der Insel vor 4500 Jahren. Zu seinem Bestand gehören unter anderem die Mumien von Qilakitsoq. 2005 eröffnete in Nuuk das dortige Kunstmuseum, das über eine Sammlung mit über 300 Gemälden und 400 Handwerksobjekten verfügt. Im historischen Koloniehafen befindet sich das dritte Museum Nuuks, das Nuutoqaq, das ein Lokalmuseum ist.

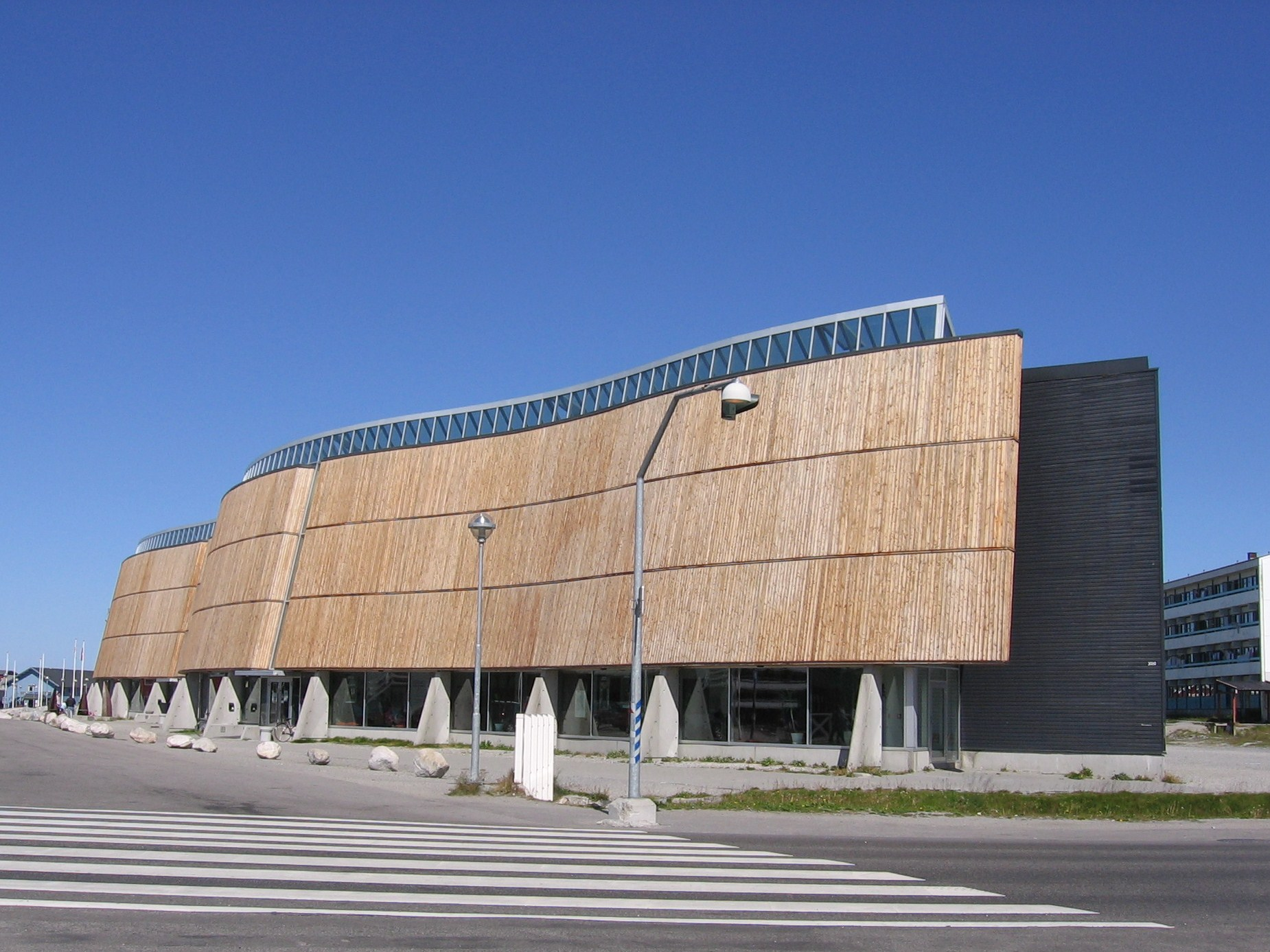
Das Katuaq in Nuuk (2008)

Das 1997 eröffnete Katuaq ist das grönländische Kulturhaus. Es fungiert als Konzertgebäude, Kino, Theater, Galerie und Konferenzgebäude.
2011 wurde in Nuuk das Grönländische Nationaltheater (Nunatta Isiginnaartitsisarfia) gegründet.
Neben dem Nuuk-Stadion, in dem unter anderem die grönländische Fußballnationalmannschaft ihre Heimspiele bestreitet, gibt es eine Sporthalle, die Godthåbhallen, die unter anderem von der grönländischen Handballnationalmannschaft genutzt wird.
In Nuuk gibt es zudem ein Versammlungshaus, mehrere Hotels, darunter das Hotel Hans Egede, und Restaurants.

### Sonstige öffentliche Institutionen und Gebäude
In Nuuk gibt es zahlreiche Kinderkrippen und Kindergärten. Für Senioren wurde ein Altenheim errichtet, ergänzt um ca. 150 Seniorenwohnungen.
Es gibt einen Tierarzt, eine Zahnarztpraxis und das Dronning Ingrids Hospital, das als Zentralkrankenhaus Grönlands fungiert.
Nuuk ist Sitz des Pinngortitaleriffik, des grönländischen Naturinstituts.
Seit 2012 befindet sich in Nuuk das Hauptquartier der arktischen Streitkräfte Dänemarks.

### Kunst
Am Koloniehafen befindet sich die Granitskulptur der Mutter des Meeres der grönländischen Künstlerin Aka Høegh, die eine Inuit-Legende versinnbildlicht. Die Skulptur ist so platziert, dass sie bei Ebbe aus dem Wasser ragt und bei Flut völlig bedeckt ist.

## Sport
Aus Nuuk stammen zahlreiche Fußballvereine. Der älteste ist NÛK, der 1934 gegründet wurde und zwischen 1981 und 1997 fünfmal die Grönländische Fußballmeisterschaft gewann. Der 1944 gegründete GSS Nuuk gewann die Meisterschaft ebenfalls fünfmal zwischen 1958 und 1976. B-67 Nuuk wurde 1967 gegründet und ist heute mit seit 1993 insgesamt 13 Titeln grönländischer Rekordmeister. Im Jahr 1979 wurde als vierter Verein IT-79 Nuuk gegründet, der 2017 die Meisterschaft gewann. 2011 nahm zudem der FC Tuttu Nuuk an der Meisterschaft teil.

## Söhne und Töchter der Stadt
- Frederik Berthelsen (1750–1828), Katechet und Missionar
- Johannes Andersen (1760–1825), Bauer
- Lars Møller (1842–1926), Redakteur, Buchdrucker, Lithograf, Zeichner, Übersetzer, Dolmetscher und Expeditionsteilnehmer
- Herjulf Carl Georg Jørgensen (1856–1911), dänischer Kaufmann und Inspektor von Grönland
- John Møller (1867–1935), Fotograf, Buchdrucker, Dolmetscher, Ornithologe, Expeditionsteilnehmer und Landesrat
- Otto Mathiesen (1870–1935), dänischer Kaufmann
- Frederik Balle (1871–1939), grönländisch-dänischer Missionar, Propst, Hochschulleiter, Übersetzer und Autor
- Knud Balle (1877–1928), grönländisch-dänischer Pastor und Propst
- Henning Bistrup (1879–1948), dänischer Marineoffizier, Kartograf und Polarforscher
- Abel Egede (1880–1945), Landesrat
- Niels Lynge (1880–1965), Pastor, Katechet, Maler, Dichter und Landesrat
- Stephen Møller (1882–1909), Künstler
- Asser Berthels (1885–1957), Landesrat
- Karl Heilmann (1892–1958), Katechet, Pastor und Schriftsteller
- Peter Rosing (1892–1965), Pastor, Katechet und Maler
- Kristoffer Lynge (1894–1967), Redakteur, Buchdrucker, Intendant, Schriftsteller, Übersetzer und Landesrat
- Otto Rosing (1896–1965), Schriftsteller, Pfarrer, Maler und Bildhauer
- Abel Kristiansen (1900–1975), Katechet, Dichter, Journalist und Landesrat
- Jens Rosing (1900–1944), Landesrat
- Henning Schultz-Lorentzen (1901–1995), dänischer Propst von Grönland
- Klaus Lynge (1902–1981), Landesrat, Handelsverwalter, Richter und Journalist
- Nikolaj Rosing (1903–1968), Kaufmann und Landesrat
- Pavia Petersen (1904–1943), Schriftsteller, Dichter, Maler, Übersetzer, Musiker, Katechet und Landesrat
- Hans Lynge (1906–1988), Schriftsteller, Maler, Bildhauer, Komponist, Katechet und Landesrat
- Peter Egede (1908–1996), Kaufmann, Landesrat, Jurist, Lehrer und Sachbuchautor
- Karl Heilmann (1914–1998), Katechet, Kommunalpolitiker, Richter, Musiker und Genealoge
- Christian Berthelsen (1916–2015), Lehrer, Schulinspektor, Schuldirektor, Autor, Übersetzer und Richter
- Cecilie Lund (1917–1999), Schriftstellerin, Dichterin, Musikerin, Übersetzerin, Lehrerin, Højskoleleiterin und Frauenrechtlerin
- Motzfeldt Hammeken (1922–2009), Pastor, Lehrer und Bibliothekar
- Lars Chemnitz (1925–2006), Politiker (Atassut) und Lehrer
- Freddy Jensen (1926–1996), Turner
- Lars Svendsen (1926–1975), Gewerkschafter, Sportfunktionär und Musiker
- Miilu Lars Lund (1929–2015), Eskimologe
- Simon Kristoffersen (1933–1990), Künstler
- Finn Lynge (1933–2014), Politiker (Siumut), Pastor, Aktivist, Schriftsteller und Intendant
- Niels Holm (1936–1999), Übersetzer und Landesrat
- Sara Kristoffersen (1937–2008), Künstlerin
- K'itura Kristoffersen (* 1939), Künstlerin
- Apollo Lynge (1940–2002), Skilangläufer
- Stephen Heilmann (1941–2019), Politiker (Siumut) und Journalist
- Karl Kristoffersen (* 1943), Künstler
- Abel Egede (1945–2006), Polizist und Kommunalpolitiker
- Pauline Motzfeldt Lumholt (1945–2023), Trommeltänzerin und Musikethnologin
- Agnethe Davidsen (1947–2007), Politikerin (Siumut)
- Hans Pavia Rosing (1948–2018), Politiker (Siumut)
- Hans Pavia Egede (1954–2018), Politiker, Unternehmer, Sportfunktionär und Honorarkonsul
- Asii Chemnitz Narup (* 1954), Politikerin (Inuit Ataqatigiit) und Sozialarbeiterin
- Anthon Berthelsen (1955–2023), Künstler
- Albrecht Damgaard (* 1956), Musiker und Sportler
- Ole Jørgen Hammeken (* 1956), Abenteurer und Filmschaffender
- Steffen Ulrich-Lynge (* 1956), Politiker (Siumut), Ingenieur und Beamter
- Martha Abelsen (* 1957), Politikerin (Siumut), Beamtin und Sozialarbeiterin
- Minik Rosing (* 1957), Geologe
- Bo Lidegaard (* 1958), dänischer Diplomat, Politiker, Schriftsteller und Journalist
- Jens Danielsen (* 1959), Politiker (Siumut)
- Olga P. Berthelsen (* 1962), Politiker (Inuit Ataqatigiit)
- Steen Lynge (* 1963), Politiker (Demokraatit)
- Finn Meinel (* 1967), Jurist und Sportfunktionär
- Svend Hardenberg (* 1969), Beamter, Unternehmer und Schauspieler
- Ivalo Abelsen (* 1971), Malerin, Grafikerin und Briefmarkenkünstlerin
- Julie Edel Hardenberg (* 1971), grönländisch-dänische Künstlerin und Autorin
- Kiista P. Isaksen (* 1972), Politikerin (Siumut)
- Arne Hardenberg (* 1973), Skirennläufer
- Mininnguaq Kleist (* 1973), Badmintonspieler
- Mari Kleist (* 1974), Archäologin und Beamtin
- Karl-Kristian Kruse (* 1974), Politiker (Siumut)
- Ivalo Frank (* 1975), dänisch-grönländische Regisseurin und Filmkünstlerin
- Nauja Bianco (* 1976), Beamtin und ehemalige Badmintonspielerin
- Angunnguaq Larsen (* 1976), Schauspieler und Musiker
- Ella Grødem (* 1977), Handballspielerin
- Jesper Grønkjær (* 1977), dänischer Fußballspieler
- Nina Kreutzmann Jørgensen (* 1977), Sängerin und Schriftstellerin
- Aaja Chemnitz (* 1977), Politikerin (Inuit Ataqatigiit)
- Jonas Thor Olsen (* 1978), dänischer Skilangläufer
- Sara Olsvig (* 1978), Politikerin (Inuit Ataqatigiit)
- Nive Nielsen (* 1979), Singer-Songwriterin und Schauspielerin
- Jacob Isbosethsen (* 1981), Diplomat und Beamter
- Minik Dahl Høegh (* 1985), Handballspieler
- Angajo Lennert-Sandgreen (* 1986), Schauspieler, Sänger und Moderator
- Múte B. Egede (* 1987), Politiker (Inuit Ataqatigiit)
- Miillaaraq Lennert (* 1988), Biathletin und Skilangläuferin
- Aqqaluk Sørensen (* 1988), Handballspieler
- Niviaq Chemnitz Berthelsen (* 1989), Skilangläuferin
- Bjørk Lange Olsen (* 1989), Politiker (Demokraatit)
- Niviaq Korneliussen (* 1990), Schriftstellerin
- Jens Frederik Nielsen (* 1991), Politiker (Demokraatit) und Regierungschef
- Mathilde Halse (* 1999), dänische Curlerin
- Ukaleq Astri Slettemark (* 2001), Biathletin
- Nivi Rosing (* 2003), Politikerin (Inuit Ataqatigiit)

## Bevölkerungsentwicklung
Nuuks Einwohnerzahl hat sich in den letzten 40 Jahren verdoppelt. Dies kommt durch die starke Binnenmigration und Urbanisierung in Grönland zustande. Während die Bevölkerungszahlen des Stadtzentrums und Nuussuaqs relativ stabil geblieben sind, wurde das ganze Bevölkerungswachstum von den jungen Stadtteilen Quassussuup Tungaa und Qinngorput aufgenommen.

## Panoramen

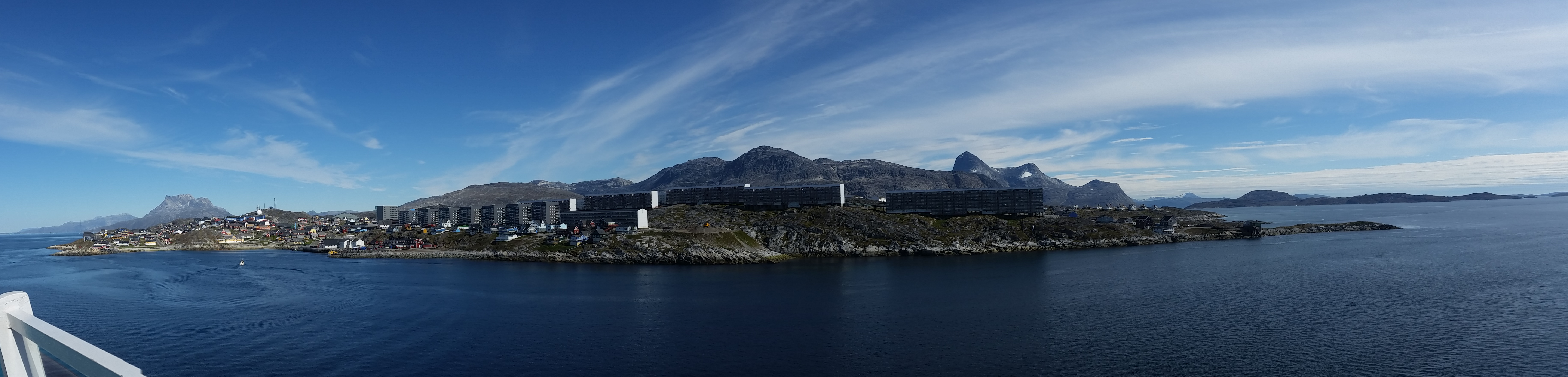
Panoramabilder von Nuuk